# Jean Victor Coste
Jean Jacques Marie Cyprien Victor Coste (født 10. maj 1807, død 19. september 1873) var en  fransk naturforsker.
Coste studerede i Paris og beskæftigede sig især med embryologiske undersøgelser. Efter at han 1834 i forening med Jacques-Mathieu Delpech havde udgivet Recherches sur la génération des mammifères et la formation des embryons, blev han ansat som docent ved det naturhistoriske museum i Paris. Han udgav dernæst flere andre embryologiske arbejder, således: Cours d'embryogénie comparée (1837) og Histoire générale et particulière du développement des corps organisés (1847-59); men størst fortjeneste indlagde han sig ved sine arbejder over den kunstige fiskeavl. På foranledning af hans og Milne-Edwards' udtalelser oprettede den franske regering de storartede anlæg for fiskeavl ved Hüningen i Elsass, og efter at Coste havde berejst de franske og italienske kyster og offentliggjort sine resultater i Voyage d'exploration sur le litoral de la France et de l'Italie (1855), blev han ansat som generalinspektør for fiskerierne. Han vandt Napoleon III's tillid og interesse, og det lykkedes ham derved at foretage meget omfattende forsøg med kunstig østersavl. Der ofredes uhyre summer på sådanne anlæg, som efter en glimrende begyndelse ganske vist medførte store tab, men atter igen har givet betydeligt udbytte.